# 高専ロボコン2002 プロジェクトBOX
高専ロボコン2002 プロジェクトBOX（こうせんろぼこん2002 ぷろじぇくとぼっくす）は2002年に開催された15回目の高専ロボコンである。

## 概要
まず、遠隔操縦のロボットが36個の段ボール箱でつくられた階段を降りる。
その後、その箱を３カ所の「スポット」と呼ばれる台の上に積み上げる。
一番上に積み上げられた箱の色のチームがそのスポットを獲得する。
獲得したスポットの数で勝敗が分かれる。
なお、中央のスポットに相手チームの箱を含めて15段以上積み上げれば｢トルネード｣となりその時点で勝利となる。

## 主なロボットの制約
- 大きさ

スタート時は 1200mm×1200mm×1500mm 以内
変形・分離後は自由
- 重量

25kg以内（コントロールボックスや電源装置も含む）
- 動力源

制限なし
ただし、安全でないものは使用できない
- 製作費

１０万円以内
- 操作形態

赤外線・可視光・音波を用いて操縦

## 大会結果

### 全国大会
11月24日 両国国技館にて開催
| ロボコン大賞              | 富山商船高専 Fire Wall     |
| 優勝                      | 北九州高専 Flex            |
| 準優勝                    | 米子高専 バランスメーカー  |
| アイデア賞                | 徳山高専 SIde Bird Phoenix |
| 技術賞                    | 鹿児島高専 凱旋門          |
| デザイン賞                | 育英高専 歩くんです        |
| アイデア倒れ賞            | 福島高専 特急？天手線      |
| 特別賞（本田技研工業）    | 福井高専 バランスボックス  |
| 特別賞（電気事業連合会）  | 育英高専 歩くんです        |
| 特別賞（マブチモーター）  | 福島高専 特急？天手線      |
| 特別賞（ｿﾘｯﾄﾞﾜｰｸｽｼﾞｬﾊﾟﾝ） | 小山高専 はこじゃらし      |

## 映画「ロボコン」
2003年に公開された映画「ロボコン」は、今大会をモデルに、徳山高専を舞台とした。